# Listnik zmiennobarwny
Listnik zmiennobarwny, nierówienka zmienna (Anomala dubia) – gatunek chrząszcza z rodziny poświętnikowatych (Scarabaeidae), należący do podrodziny Rutelinae (ta podrodzina bywa też podnoszona do rangi odrębnej rodziny Rutelidae).

## Wygląd

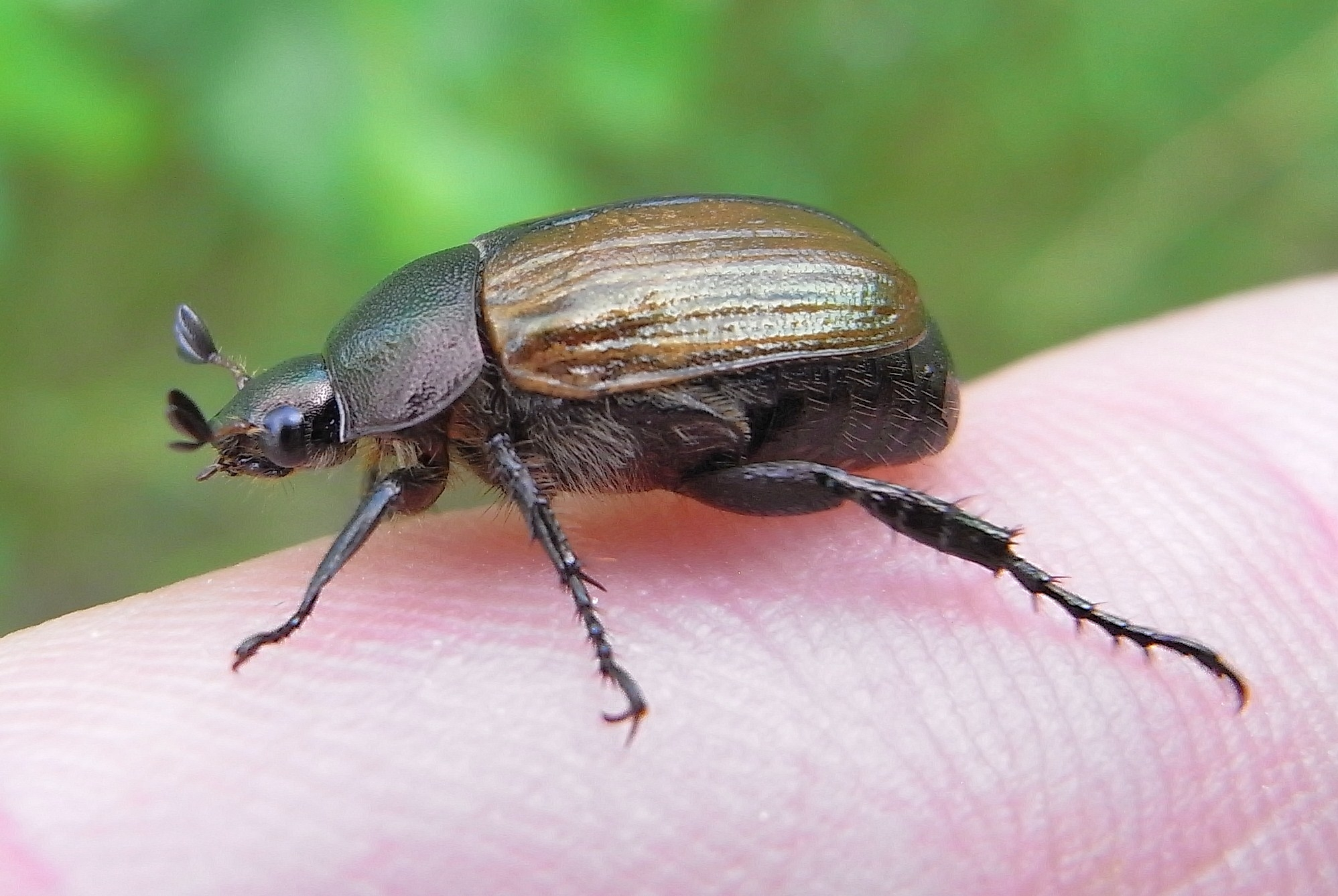
A. dubia na palcu człowieka

Długość do 12 do 15 mm. Błyszczący, owalny chrząszcz o zmiennym, metalicznie opalizującym ubarwieniu. W Polsce najczęściej występuje odmiana o zielonej głowie oraz przedpleczu, u której boki przedplecza i pokrywy są żółtobrunatne. Spotykane są też osobniki całkiem zielone lub ciemnogranatowe.
Forma barwna o zielonej głowie i przedpleczu oraz żółtobrązowych pokrywach bywa często mylona z ogrodnicą niszczylistką (Phylloperta horticola). Ta ostatnia jest jednak gęsto owłosiona.

## Występowanie
Gatunek rozprzestrzeniony w prawie całej Europie, oprócz skrajnie północnych i południowych części. W Polsce występuje prawdopodobnie na całym obszarze z wyjątkiem wyższych partii gór, nie notowany z niektórych krain. Spotykany na terenach o piaszczystej i gliniasto-piaszczystej glebie.

## Tryb życia
Imago aktywne są w słoneczne dni od maja do sierpnia (maksimum ich pojawu następuje w czerwcu). Latają wtedy na krótkich dystansach. Ogryzają liście drzew i krzewów różnych gatunków. Cykl rozwojowy larw przebiega w glebie, gdzie odżywiają się korzeniami zbóż, dzikich traw oraz krzewów. Ich rozwój trwa dwa lata. Zarówno owady dorosłe, jak i larwy bywają uznawane za szkodniki upraw polnych i sadów.